# Neotenes astromontana
Neotenes astromontana är en fjärilsart som beskrevs av Diakonoff 1972. Neotenes astromontana ingår i släktet Neotenes och familjen vecklare. Inga underarter finns listade i Catalogue of Life.